# Biblioteca statale Stelio Crise di Trieste
La Biblioteca Statale Stelio Crise di Trieste è una biblioteca pubblica statale con sede a Trieste, nel Palazzo Brambilla Morpurgo.

## Storia
La Biblioteca fu inaugurata nel 1956, con la denominazione di Biblioteca del Popolo.
Nel 1978 la biblioteca entrò nel novero delle Biblioteche pubbliche statali dell'allora Ministero per i beni culturali e ambientali e nel 1995 aderì al Servizio Bibliotecario Nazionale.
Nel 2012 fu intitolata a Stelio Crise.

## Patrimonio
La biblioteca possiede oltre 200.000 volumi, per la gran parte in edizione del XX e di ambito umanistico. Tra i fondi più cospicui, il fondo Santoro, costituito da oltre 600 volumi, di recente edizione, riguardanti l'italianistica, la bibliografia e la storia del libro, appartenuti allo studioso Marco Santoro, il Fondo Alzetta, costituito dai libri appartenuti all'antifascista Francesco Alzetta (acquisiti nel 2006), il Fondo Arneri e il Fondo Calligaris.